# Lactuca alpestris
Lactuca alpestris là một loài thực vật có hoa trong họ Cúc. Loài này được (Gand.) Rech.f. mô tả khoa học đầu tiên năm 1943.